# Apps per al rastreig de contactes Covid-19
Les apps per al rastreig de contactes Covid-19 són aplicacions mòbils usades per al rastreig digital de contactes en la pandèmia de Covid-19. Aquestes apps enregistren les distàncies i els moments en què estan a prop els telèfons que les tenen instal·lades, i a partir d'aquí detecten els contactes que ha tingut una persona potencialment infectada. Aquestes apps formen part dels sistemes de rastreig usats per les autoritats sanitàries per a combatre la pandèmia en el seu àmbit territorial. Una de les primeres d'aquestes apps fou TraceTogether Arxivat 2021-01-08 a Wayback Machine., de Singapur, implementada el març del 2020 i d'aleshores fins a finals d'abril del 2021 se n'han implementat al voltant de 100. L'ús d'aquestes apps millora l'efectivitat del rastreig en aspectes com ara la detecció de contactes que no són a l'abast del rastreig manual o la rapidesa en aquesta detecció. No obstant això, el fet que el seu grau d'adopció per part dels ciutadans hagi estat baix, i altres factors, fan que l'efectivitat global de les apps sigui molt qüestionada.

## Contactes estrets
La finalitat principal d'una app per al rastreig de contactes és determinar els contactes estrets d'una persona que està o podria estar infectada. La definició de què s'entén per contacte estret l'estableix l'autoritat sanitària seguint criteris epidemiològics, i és la base per a la tasca dels seus rastrejadors manuals. Per exemple, la definició emprada per Catalunya és:
- «Qualsevol persona que hagi proporcionat cura a un cas: personal sanitari o sociosanitari que no han utilitzat mesures de protecció adequades, familiars o persones que tinguin un altre tipus de contacte físic similar.»

- «Qualsevol persona que hagi estat en el mateix lloc que un cas a una distància < 2 metres i durant un temps > 15 minuts, sense mesures de protecció.»

Les definicions poden variar d'una autoritat a l'altra. La definició anterior difereix de la proposada per l'OMS, el CDC o l'ECDC.
El criteri que segueix una app per a detectar un contacte estret és computacional i està definit mitjançat un algorisme que, normalment, només té en compte la distància entre telèfons i l'estona que han estat a prop un de l'altre. Per exemple, una app podria definir com a contacte estret l'usuari d'un telèfon que hagi estat a menys de dos metres del telèfon d'una persona infectada durant més de 15 minuts en un interval de 24 hores.
Moltes vegades la definició computacional no concorda exactament amb l'epidemiològica i això pot provocar la identificació de contactes estrets que no ho són (falsos positius) i la no identificació d'altres que ho són (falsos negatius). Usant els exemples de definicions indicats anteriorment, un exemple de fals positiu seria el d'una persona que ha estat a menys de 2 metres d'una altra durant més de 15 minuts, però usant mesures de protecció. Un exemple de fals negatiu seria el d'una persona que ha proporcionat cura a un cas, però només durant 10 minuts. Ara per ara, les apps no poden detectar si s'usen mesures de protecció, ni si s'està proporcionant cura.
Per determinar la distància entre telèfons, les apps es basen en la intensitat dels senyals (enviats usant Bluetooth) dels missatges que es reben. Quan més alta és la intensitat, més proper està el telèfon que ha emès el senyal. Sovint, però, amb el senyal Bluetooth no es pot determinar la distància amb la precisió que requereix l'algorisme de l'app, ja sigui perquè hi ha obstacles físics entre els telèfons o perquè són de marques i models diferents. El resultat és que a vegades es poden generar falsos positius i falsos negatius.

## Efectivitat
L'efectivitat de les apps en un sistema de rastreig de contactes es pot avaluar sobre la base de diverses propietats. Les més usades són el nombre de contactes estrets detectats, la rapidesa en la detecció i avís d'aquests contactes, la sensibilitat i especificitat, la privacitat, la resiliència i el cost.

### Contactes estrets detectats
El nombre de contactes estrets detectats depèn del grau d'adopció de les apps per part de la comunitat. Un contacte entre dues persones es pot detectar si les dues tenen un telèfon amb l'app instal·lada i en funcionament. Si el grau d'adopció fos total llavors es podrien detectar tots els contactes, però si només l'usa una fracció p de la població i els contactes estan distribuïts uniformement llavors la fracció de contactes que es podrien identificar és p². Per exemple, amb un grau d'adopció del 40% es podrien detectar el 16% dels contactes.
És difícil de saber el grau d'adopció real de les apps existents. La dada que està més disponible és el nombre de descàrregues de cada app, però és només un indicador del grau d'adopció màxim perquè no totes les persones que han instal·lat l'app en el seu telèfon l'acaben usant d'una manera efectiva. Algunes de les apps de les quals hi ha dades més precises són:
- Koronavilkku Arxivat 2021-05-15 a Wayback Machine., de Finlàndia. En els mesos de Setembre-Octubre del 2020 els usuaris de l'app van comunicar 2846 infeccions. Aquesta xifra fou el 34,9% de totes les infeccions que hi va haver en el període.[17]
- SwissCovid, de Suïssa. El novembre del 2020 tenia 1,84 milions d'usuaris actius, que corresponien al 21,9% de la població.[18]
- NHS COVID-19, d'Anglaterra i Gal·les. El febrer del 2021 era usada regularment per uns 16,5 milions d'usuaris, que corresponien al 28% de la població de la població total.[19]
- Coronawarn, d'Alemanya. La pròpia app proporciona la informació del nombre d'infeccions i del nombre d'usuaris de l'app que comuniquen les infeccions. A mitjan maig del 2021, s'havien confirmat 3,5 milions d'infeccions, de les quals 450.000 s'havien comunicat a l'app (el 13%).
- RadarCovid, d'Espanya. A mitjan maig 2021 s'havia descarregat 7,3 milions de vegades, que representava el 18% de la població major de 14 anys i s'havien introduït a l'app un 2,1% de les infeccions totals (un 0,2% a Catalunya i un 0% al País Valencià i a les Illes Balears).[20]

En general, un contacte estret es pot detectar per dues vies: manualment o amb les apps. Si la persona infectada o el seu contacte no usen l'app, llavors només es pot detectar manualment. Si el rastreig manual no pot accedir a la persona infectada o no pot arribar a identificar el contacte, llavors només es pot detectar amb les apps.

### Rapidesa
En les apps descentralitzades, com ho són les que es basen en el sistema GAEN, quan es confirma que una persona està infectada, s'envia al servidor des de l'app els identificadors que ha usat en els missatges que el seu telèfon ha emès durant el temps en què ha pogut ser infecciosa. Els telèfons descarreguen periòdicament aquests identificadors i determinen (localment, sense ajuda del servidor) si són o no un dels contactes estrets. Si és efectivament un contacte estret, llavors l'app ho comunica a l'usuari del telèfon i li proporciona la informació i les instruccions que hagi indicat l'autoritat sanitària.
El temps total des de la confirmació de la infecció a la comunicació de contacte és la suma de:
- El temps emprat en enviar al servidor els identificadors. Pot ser nul si la tramesa es fa automàticament quan hi ha la confirmació. En la majoria de les apps, però,la tramesa requereix l'autorització de la persona infectada.

- El temps emprat pels telèfons en descarregar els identificadors. La freqüència de descàrrega acostuma a ser configurable i inferior a 24 hores.[21]

- El temps emprat per l'app per determinar si és o no és contacte estret i, si ho és, comunicar-ho a l'usuari del telèfon. Acostuma a ser instantani.

El temps total hauria de ser el mínim possible.

### Sensibilitat i especificitat
L'app no detecta un contacte estret existent segons la definició epidemiològica (fals negatiu) quan:
- La persona infectada o el contacte no usen l'app.

- El contacte estret no ho és segons la definició computacional i l'app no l'ha detectat.

- El contacte estret també ho és computacionalment, però per error de mesurament l'app no l'ha detectat.

Els falsos negatius són contactes estrets que no s'han identificat i que si han estat infectats realment, poden infectar-ne d'altres, continuant així la cadena d'infeccions. En el rastreig manual, els falsos negatius es produeixen quan no hi ha prou capacitat per rastrejar o quan els contactes són indetectables manualment.
L'app detecta un contacte estret que no ho és epidemiològicament (fals positiu) quan:
- El contacte detectat ho és computacionalment.

- El contacte detectat no ho és computacionalment, però per error de mesurament l'app l'ha detectat.

Els falsos positius són persones que no són contactes estrets però es consideren com a tals, i que per tant hauran de fer quarantena innecessàriament. En el rastreig manual, si no hi ha error humà, no es produeixen falsos positius.